# Hodegus
Hodegus (en grec antic ὁδηγὸς) que vol dir "Guia" va ser una obra escrita contra els acèfals i altres heretges que reconeixien només una naturalesa en la persona de Crist.
La seva autoria s'atribueix sovint a Anastasi I d'Antioquia però això és impossible, ja que a l'obra s'esmenten fets que van passar després de la seva mort. La conclusió dels erudits és que va ser escrita pel monjo Anastasi el Sinaïta. L'any 1606 es va publicar en grec i llatí a Ingolstadt.